# Elisabet de Baviera (reina de França)
Elisabet de Baviera (1371 - París 1435), princesa de Baviera i reina consort de França (1385-1422).

## Orígens familiars
Nasqué el 1371 filla del duc Esteve III de Baviera i la seva esposa Taddea Visconti. Era neta per línia paterna d'Esteve II de Baviera i Elisabet de Sicília, i per línia materna de Barnabo Visconti i Beatriu della Scala.

## Núpcies i descendents
El 17 de juliol de 1385 es casà a Amiens amb el rei Carles VI de França. D'aquesta unió nasqueren:
- el príncep Carles de França (1386), delfí del Vienès
- la princesa Joana de França (1388-1390)
- la princesa Isabel de Valois (1389-1409), casada el 1396 amb Ricard II d'Anglaterra i el 1406 amb Carles d'Orleans
- la princesa Joana de Valois (1391-1433), casada el 1397 amb el duc Joan VI de Bretanya
- el príncep Carles de França (1392-1401), delfí del Vienès
- la princesa Maria de França (1393-1438), abadessa
- la princesa Miquela de Valois (1395-1422), casada el 1409 amb el duc Felip III de Borgonya
- el príncep Lluís de Valois (1397-1415), delfí del Vienès
- el príncep Joan de Torena (1398-1417), delfí del Vienès, casat el 1415 amb la comtessa Jacquelina de Baviera
- la princesa Caterina de Valois (1401-1437), casada el 1420 amb Enric V d'Anglaterra i el 1429 amb Owen Tudor
- el príncep Carles VII de França (1403-1461), rei de França
- la princesa Felipa de Valois (1407)

Elisabet morí el 24 de setembre de 1435 a París, i fou enterrada a la Catedral de Saint-Denis al costat del seu marit.